# Casimiro Gennari
Casimiro Gennari (Maratea, 27 dicembre 1839 – Roma, 31 gennaio 1914) è stato un cardinale italiano.
(Relazione del 15 giugno 1881 composta dal sindaco di Maratea per la procura del Re di Potenza)

## Biografia

### Formazione
Casimiro Gènnari nacque nel 1839, unico maschio vivente dei nove figli dei coniugi marateoti Nicola Gennari (1788-1873) e Gaetana Crispino (1800-1856). La famiglia paterna, di ceto nobiliare, era composta da noti carbonari e patrioti risorgimentali della cittadina tirrenica lucana. Il padre Nicola era ritenuto essere dalla polizia borbonica il capo della carboneria di Maratea, mentre lo zio Raffaele era stato compagno di Costabile Carducci nel 1848 e successivamente, nel 1860, sarebbe stato il principale promotore del comitato insurrezionale della cittadina. Anche il nonno, di cui il Gennari portava il nome, era stato uno degli iscritti dei rei di stato nel 1799 in quanto promotore della rivoluzione repubblicana.
Raggiunta l'età per gli studi superiori, nel 1851 fu mandato al Regio Liceo e Reale Collegio Picentino di S. Luigi di Salerno. In questa scuola conseguì il riconoscimento del Giglio d'Oro, un premio che veniva assegnato agli studenti che dimostravano grandi meriti scolastici accompagnati da alte doti morali.
Nel 1857 si trasferì a Napoli dove frequentò prima il collegio dei padri gesuiti e dopo la Congregazione dei Chierici Forastieri. Ciononostante, al termine dei suoi studi Gennari non poté però conseguire alcun titolo accademico, a causa della soppressione della facoltà di teologia, circostanza che lo costrinse a studiare privatamente.

### IlMonitore Ecclesiastico
Nel 1863 fu ordinato sacerdote dal vescovo di Cassano mons. Bombini. Ebbe l'occasione di celebrare la prima Messa a Paola, dove si era fermato durante il viaggio verso la sua città natale.
Tornato a Maratea, vi svolse l'ufficio sacerdotale per diciotto anni. A fianco ai doveri più comuni del sacerdozio, a partire dal 1873 il prelato iniziò ad occuparsi della pubblicazione di una rivista da lui fondata, il Monitore Ecclesiastico, un mensile che raccoglieva notizie circa il diritto canonico e la sua applicazione. Il Gennari si occuperà di questa sua rivista fino all'anno della sua morte.
La rivista di Gennari riscosse molto successo negli alti ambienti della Chiesa, attirando sempre più lettori e sempre più attenzione verso il suo creatore. Il risultato di questa guadagnata fama fu, il 13 maggio 1881, l'elevazione di Gennari a vescovo, che avvenne nella chiesa di S. Alfonso all'Esquilino.

### Vescovo di Conversano
A Gennari fu quindi assegnata la diocesi di Conversano. Sotto questo incarico, si occupò di rimodernare l'episcopio e di potenziare la locale Accademia di San Tommaso d'Aquino, nonché di aprire nuove scuole di catechismo.
Il 20 maggio 1886 nella città di Conversano scoppiò una forte contestazione sociale verso il potere centrale, a causa dell'annoso problema demaniale presente nel Sud Italia all'epoca.
(José Cernicchiaro, Sua Eccellenza Reverendissima Casimiro Gennari, cardinale di Santa Romana Chiesa, Lagonegro 1989, pagg. 29-31.)
Durante lo stesso anno, si dovette occupare per circa tredici mesi di reggere l'amministrazione dell'arcidiocesi di Bari, a causa dell'improvvisa morte dell'arcivescovo Francesco Pedicini. All'incarico episcopale in Puglia si affiancò, il 15 novembre 1895, la carica di assessore del Santo Uffizio.
Ad Alberobello benedisse il nuovo progetto dell'architetto locale Antonio Curri (9 ottobre 1848 - 16 novembre 1916) della Chiesa Madre SS.Cosma e Damiano e riferì al lavoro con questa definizione: 
"Questa chiesa è stata ampliata con un meraviglioso progetto di un architetto del luogo, molto bravo e rinomato, tanto da poter reggere il paragone per la sua bellezza con le chiese di qualunque grande città";
per 11 anni dal 1886 al 1897 contribuì sempre alla riuscita dei lavori anche se l'opera fu terminata negli anni '50 del '900.

### Nomina a cardinale
Il 6 febbraio 1897 papa Leone XIII lo nominò arcivescovo titolare di Lepanto e, il 15 aprile 1901, lo creò cardinale con il titolo di San Marcello.
Due anni dopo salì al soglio pontificio papa Pio X, uomo già conosceva Gennari e ne stimava le capacità. Instauratosi un rapporto di collaborazione tra i due, il cardinale sottopose al papa un'idea che da tempo coltivava nella sua mente: codificare il diritto canonico. Il 19 marzo 1904 Pio X diede il suo assenso all'inizio dell'opera con il motu proprio Arduum sane munus. L'opera fu poi completata tre anni dopo la morte del cardinale.
Il cardinale Gennari dedicò gli anni rimanenti della sua vita a quel lavoro, continuando a dirigere il Monitore e accettando, nel 1907, la carica di prefetto della Santa Congregazione del Concilio. Allo stesso tempo, il cardinale iniziò a patire di una forma molto acuta di diabete, acutizzata ulteriormente dallo “spirito di mortificazione” a cui il Gennari si sottoponeva, ossia i digiuni e la rinuncia al riscaldamento nella propria abitazione.

### Morte e sepoltura
Il 29 gennaio 1914 il cardinale Gennari si recò in visita dalle suore Salesiane di via Merulana. Durante la celebrazione della Messa accusò un malore che divenne presto una lenta agonia. Morì due giorni dopo all'età di 74 anni.
In rispetto di una sua espressa volontà, la salma fu trasferita a Maratea, dove fu accolta dalla popolazione il giorno 3 febbraio, dopo una breve sosta del feretro a Napoli. Il corpo fu tumulato nella cappella gentilizia della famiglia nel cimitero marateota.

## Dediche e ricordi
Nella sua cittadina natale, gli sono state dedicate la strada dove si trova la casa in cui nacque e la locale scuola media statale. Inoltre, nel 1953 fu a lui intitolata la villa comunale, sorta su un terreno donato alla popolazione dai discendenti del cardinale.
Anche a Conversano, dove esercitò il vescovado, gli è stata intitolata una strada; e così a Roma, nel quartiere Aurelio, vi è una via intitolata al cardinale marateota.

## Opere
- Lettera pastorale al clero e al popolo delle diocesi di Bari e di Conversano per apparecchio al giubileo sacerdotale di papa Leone XIII (1886)
- Sulla comunione frequente e sul decreto Quemadmodum (1900)
- Consultazioni morali su casi e materie svariate che specialmente riguardano i tempi nostri (1902)
- L'immacolato concepimento di Maria in relazione con la sua vita: considerazioni e pratiche per un mese mariano (1903)
- Quistioni teologico-morali di materie riguardanti specialmente i tempi nostri (1907)
- Breve commento della nuova legge sugli sponsali e sul matrimonio (1908)
- Sulla rimozione amministrativa dall'officio e dal beneficio curato: breve commento del decreto Maxima cura" (1911)

## Genealogia episcopale e successione apostolica
La genealogia episcopale è:
- Cardinale Scipione Rebiba
- Cardinale Giulio Antonio Santori
- Cardinale Girolamo Bernerio, O.P.
- Arcivescovo Galeazzo Sanvitale
- Cardinale Ludovico Ludovisi
- Cardinale Luigi Caetani
- Cardinale Ulderico Carpegna
- Cardinale Paluzzo Paluzzi Altieri degli Albertoni
- Papa Benedetto XIII
- Papa Benedetto XIV
- Papa Clemente XIII
- Cardinale Bernardino Giraud
- Cardinale Alessandro Mattei
- Cardinale Pietro Francesco Galleffi
- Cardinale Giacomo Filippo Fransoni
- Cardinale Carlo Sacconi
- Cardinale Edward Henry Howard
- Cardinale Casimiro Gennari

La successione apostolica è:
- Vescovo Antonio Lamberti (1897)
- Arcivescovo Pellegrino Francesco Stagni, O.S.M. (1907)